# Ʋ̰
Cette page contient des caractères spéciaux ou non latins. S’ils s’affichent mal (▯, ?, etc.), consultez la page d’aide Unicode.
Ʋ̰ (minuscule : ʋ̰), appelé V de ronde tilde souscrit ou V crosse tilde souscrit, est un graphème utilisé dans l’écriture du koulango par certains auteurs. Il s’agit de la lettre Ʋ diacritée d’un tilde souscrit.

## Utilisation
Ilaria Micheli utilisé le ʋ̰ dans l’écriture du koulango dans plusieurs ouvrages.

## Représentations informatiques
Le V de ronde tilde souscrit peut être représenté avec les caractères Unicode suivants :
- décomposé (latin de base, diacritiques) :

| formes    | représentations | chaînes de caractères | points de code | descriptions                                                  |
| --------- | --------------- | --------------------- | -------------- | ------------------------------------------------------------- |
| capitale  | Ʋ̰               | Ʋ◌̰                    | U+01B2 U+0330  | lettre majuscule latine v crosse diacritique tilde souscrit   |
| minuscule | ʋ̰               | ʋ◌̰                    | U+028B U+0330  | lettre minuscule latine v de ronde diacritique tilde souscrit |